# Pałac Zamoyskich w Warszawie (ul. Nowy Świat)
Pałac Zamoyskich, także kamienica Andrzeja hr. Zamoyskiego – zespół dwóch połączonych ze sobą budynków znajdujący się przy ul. Nowy Świat 67 i 69 w Warszawie.

## Historia

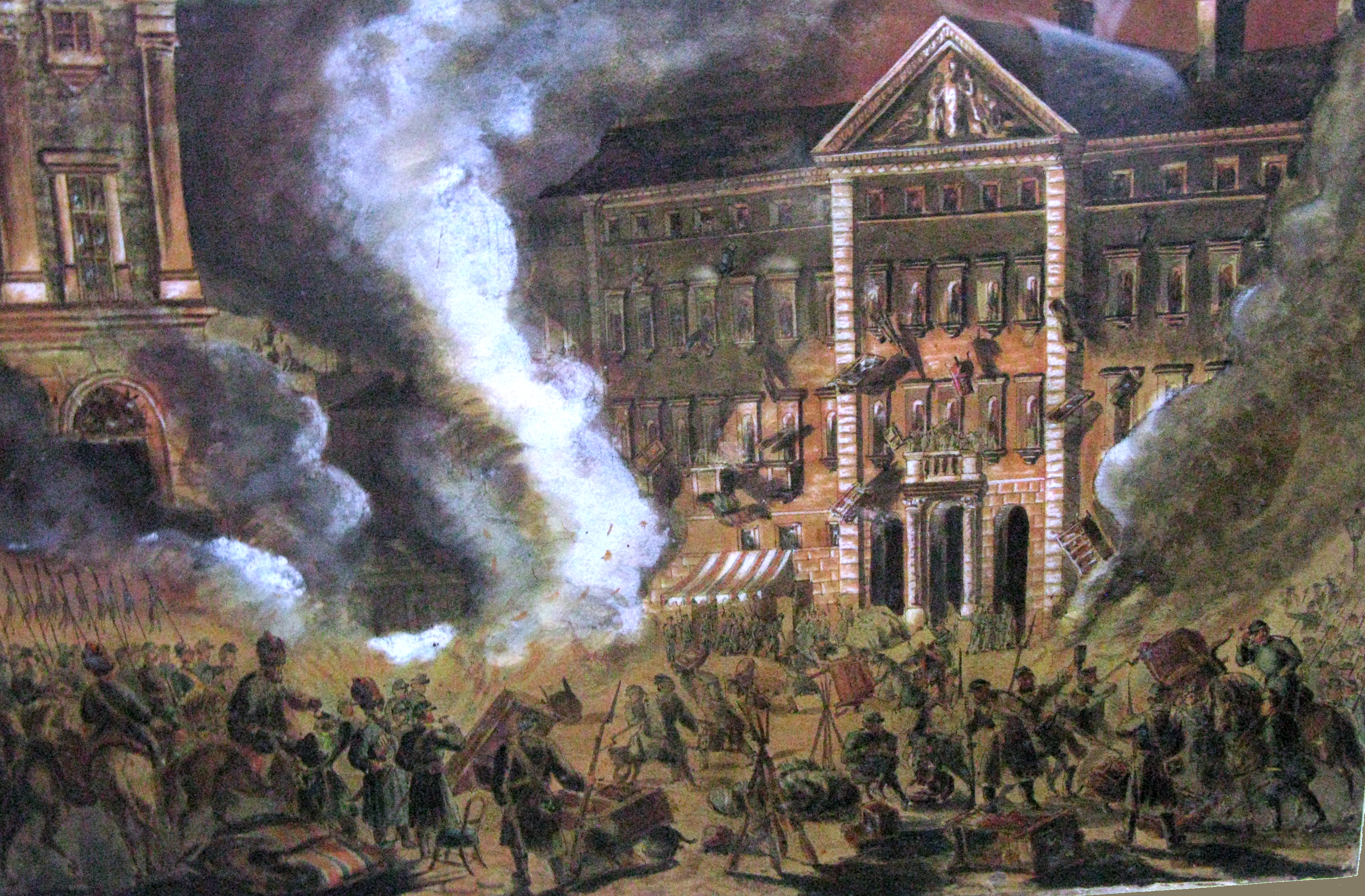
Wojsko rosyjskie demolujące pałac po zamachu na Fiodora Berga w 1863

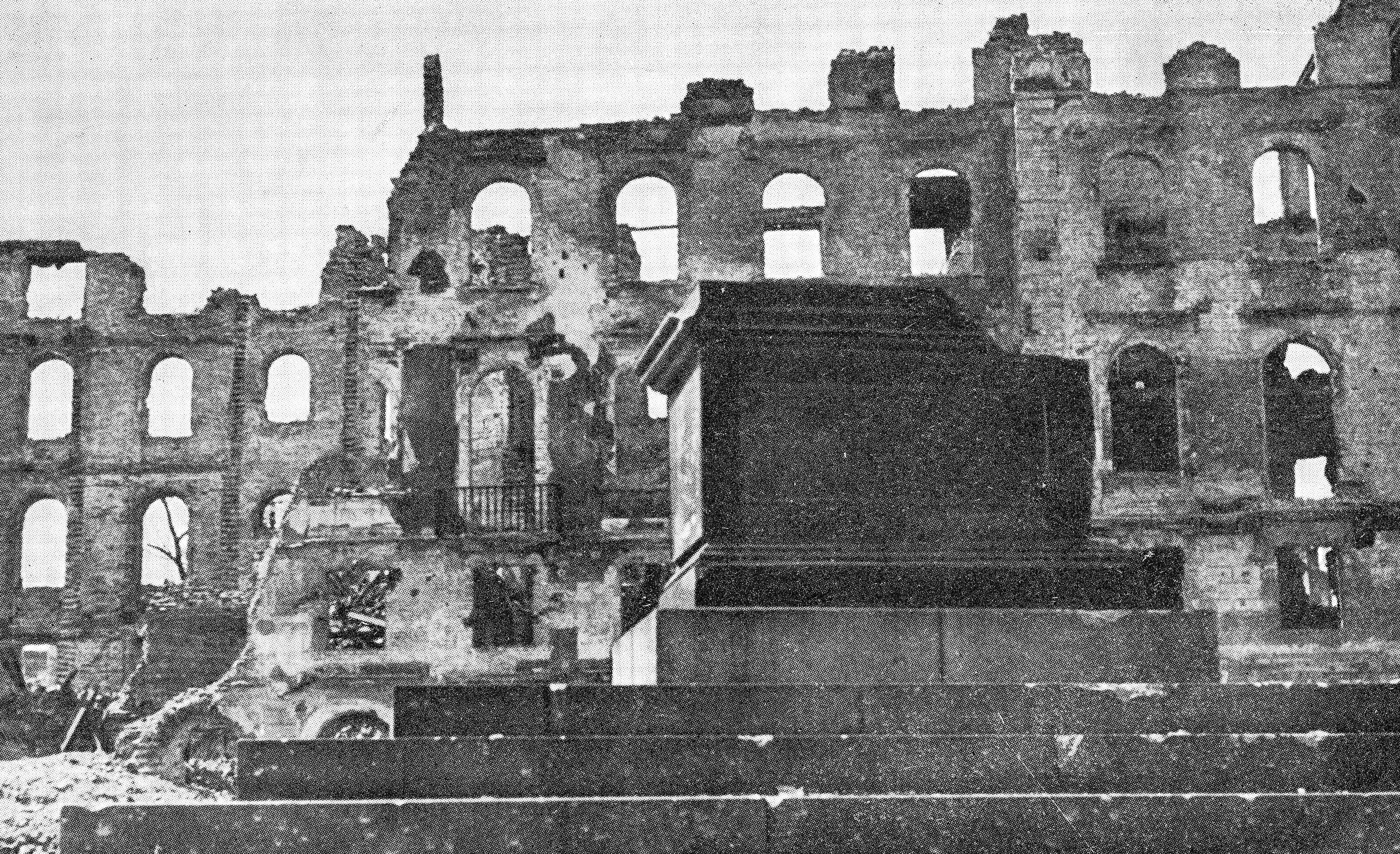
Zniszczony pałac w 1945, na pierwszym planie cokół pomnika Mikołaja Kopernika

Od 1667 właścicielem posesji w tym rejonie był Jan Wielopolski. Wkrótce wybudował tu pałac i założył otaczający go ogród. W latach 1744–1745 na zlecenie spadkobierców Wielopolskiego dokonano przebudowy według projektu Piotra Hiża. Właścicielem budynku wkrótce stał się Franciszek Ksawery Branicki, który zlecił wykonanie prac renowacyjnych Szymonowi Bogumiłowi Zugowi.
W 1802 pałac kupiła Anna z Zamoyskich Sapieżyna. W budynku tym zamieszkał wtedy Stanisław Staszic; tu też zmarł w 1826. W 1839 posiadłość stała się własnością Andrzeja Zamoyskiego. Nowy właściciel w latach 1843–1846 dokonał jego przebudowy pod kierunkiem Henryka Marconiego, który nadał budowli okazałości. Jej fasadę zaakcentował tympanonem zdobionym płaskorzeźbami Pawła Malińskiego przedstawiającymi sceny mitologiczne.
19 września 1863, w okresie rozbiorów, z okna pałacu członkowie Żandarmerii Narodowej dokonali zamachu na przejeżdżającego Nowym Światem namiestnika carskiego Fiodora Berga. W odwecie pałac został splądrowany przez żołnierzy rosyjskich. Mienie mieszkańców zostało wyrzucone na bruk, przeniesione pod pobliski pomnik Mikołaja Kopernika i spalone. Z mieszkania siostry Fryderyka Chopina Izabeli Barcińskiej wyrzucono fortepian kompozytora, co opisał Cyprian Kamil Norwid w wierszu Fortepian Szopena. Zniszczeniu uległa też cenna biblioteka i przygotowane do druku prace mieszkającego w domu Zamoyskich orientalisty Józefa Szczepana Kowalewskiego.
Od 1867 w pałacu mieściła się siedziba Zarządu Inżynierii Warszawskiego Wojennego Okręgu.
W dwudziestoleciu międzywojennym w pałacu mieściło się Ministerstwo Spraw Wewnętrznych (nr 69) oraz Główna Komenda Policji Państwowej (nr 67).
Podczas obrony Warszawy w 1939, od 8 do 17 września, w budynku nr 69 miało swoją siedzibę Dowództwo Obrony Warszawy, co upamiętnia tablica pamiątkowa z piaskowca wmurowana w 1950. Pałac został uszkodzony w czasie nalotów Luftwaffe. 17 września siedzibę Dowództwa Obrony Warszawy przeniesiono do gmachu Centrali PKO na rogu ulic Marszałkowskiej i Świętokrzyskiej.
Pałac ucierpiał również podczas powstania warszawskiego. Stanowił umocniony ośrodek oporu Niemców. 23 sierpnia 1944 został zdobyty przez powstańców.
Pałac odbudowano w latach 1948–1950 ze zmianami według projektu Mieczysława Kuzmy. Mieszczą się tam m.in. Wydział Nauk Politycznych i Studiów Międzynarodowych, Instytut Stosowanych Nauk Społecznych,  Wydział Dziennikarstwa, Informacji i Bibliologii i Wydział „Artes Liberales” Uniwersytetu Warszawskiego.
W 2001, w 180. rocznicę urodzin Cypriana Kamila Norwida, na budynku umieszczono tablice pamiątkowe upamiętniające poetę i zniszczenie fortepianu Chopina.

## Galeria

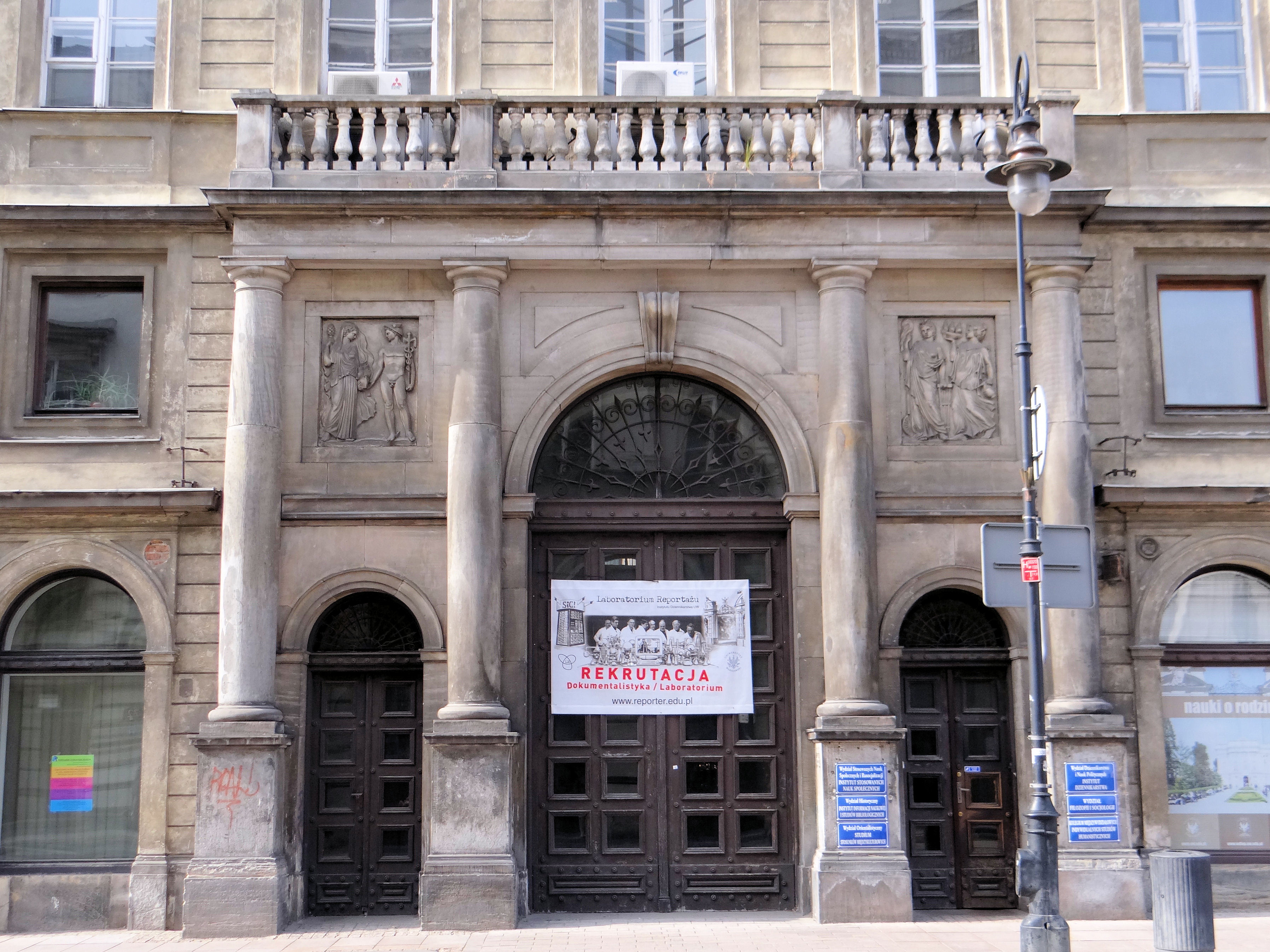
Wejście główne
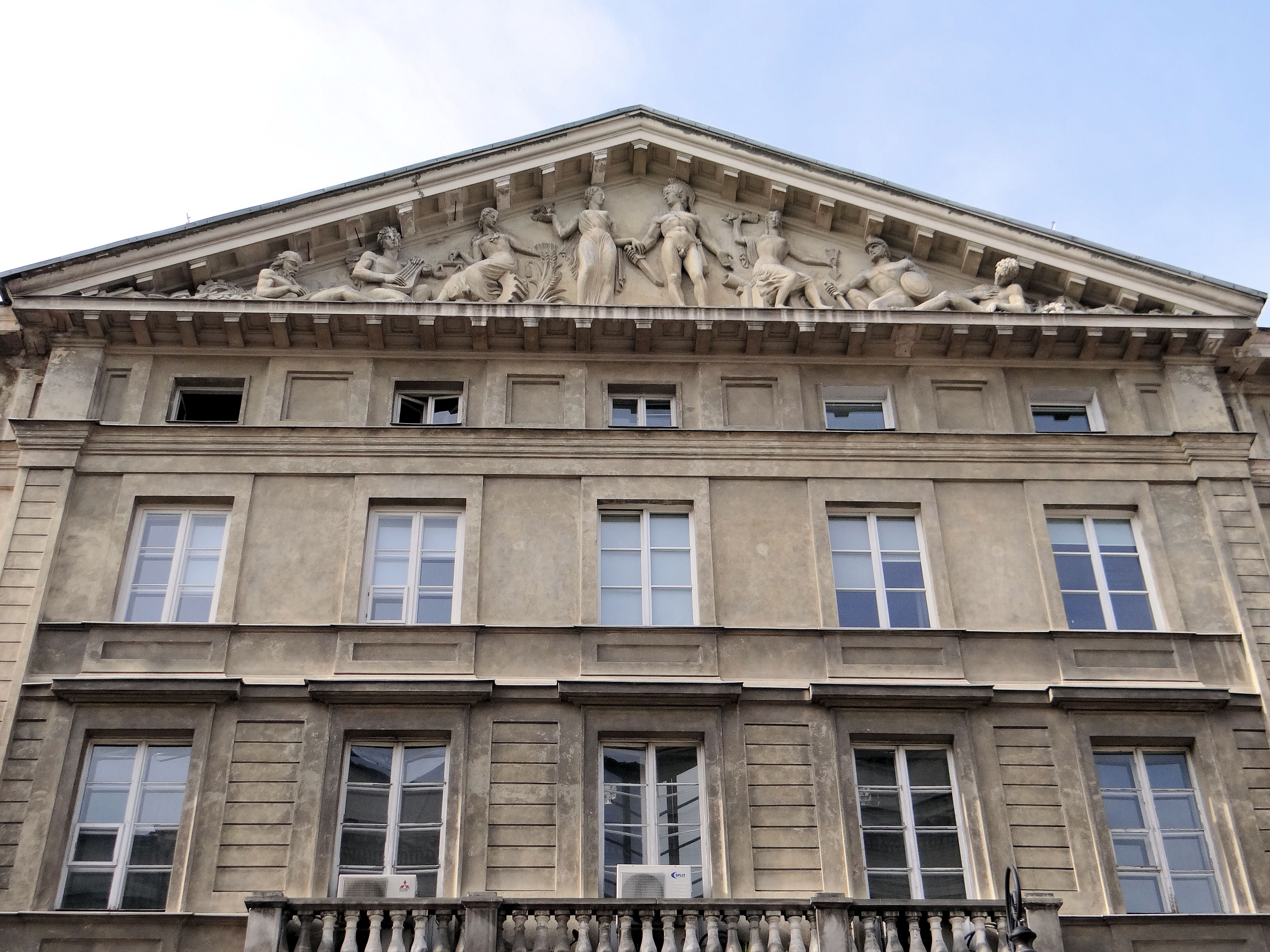
Tympanon
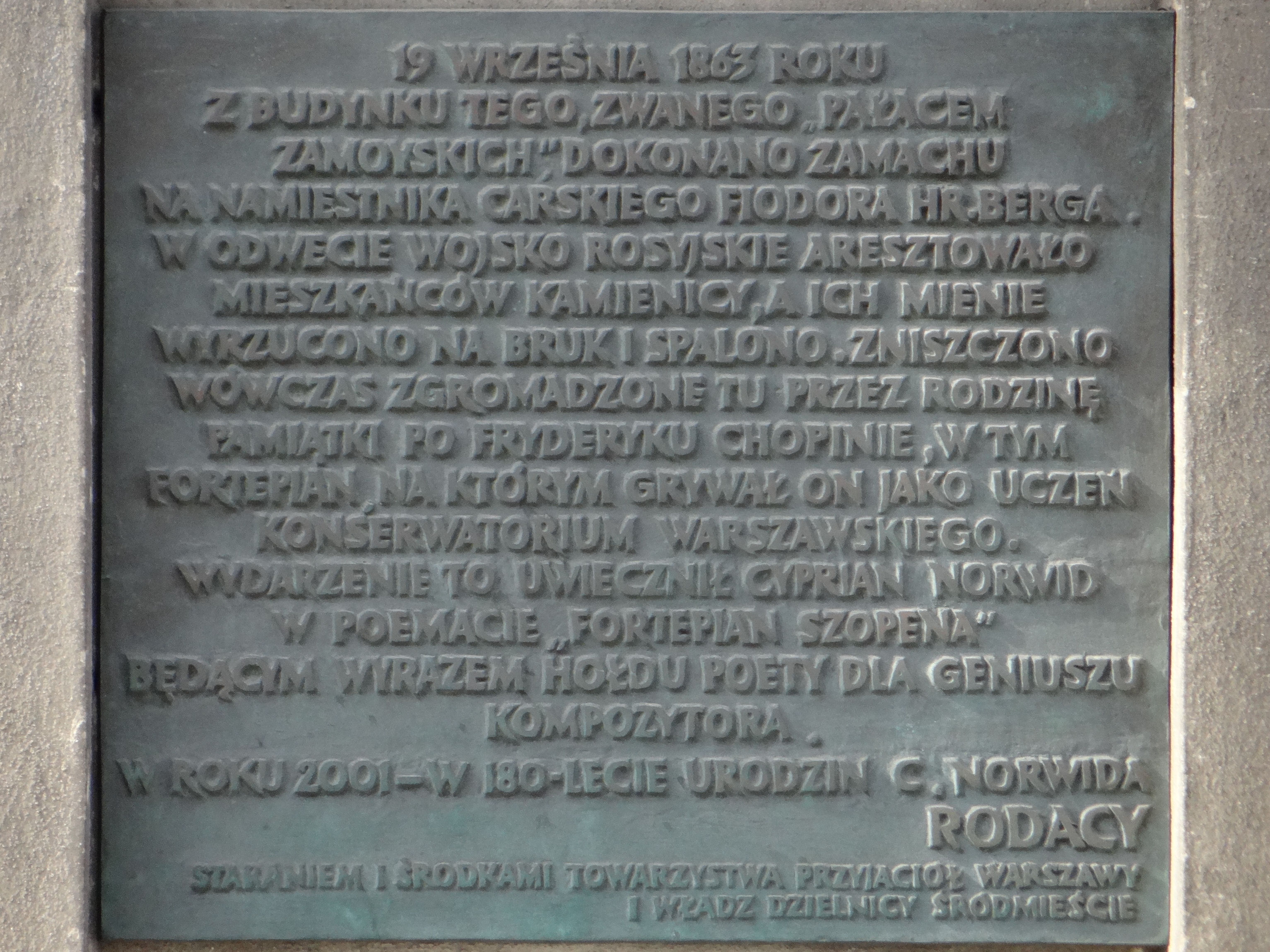
Tablica na ścianie pałacu upamiętniająca zamach w 1863 i jego następstwa
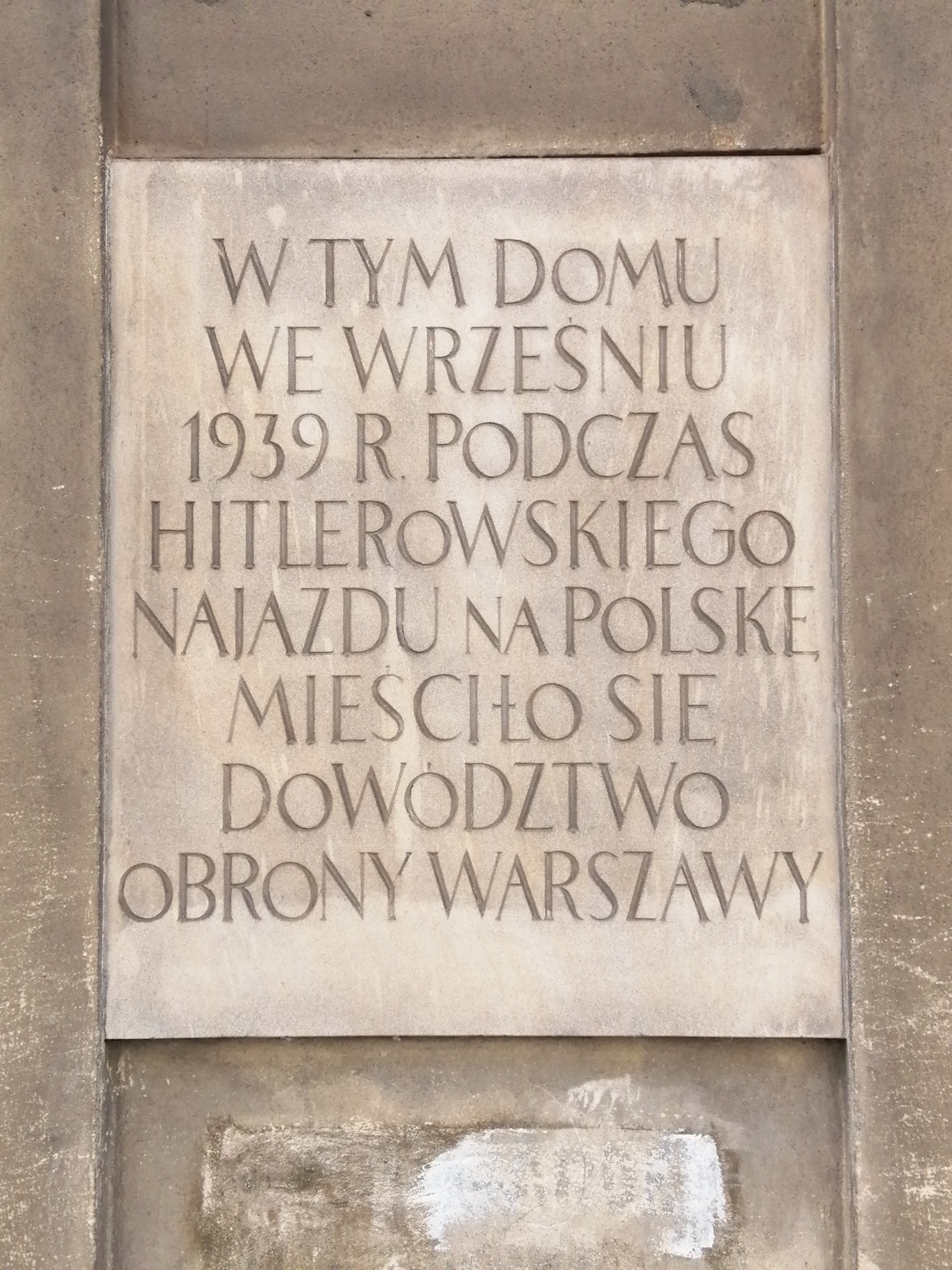
Tablica na ścianie pałacu upamiętniająca drugą siedzibę Dowództwa Obrony Warszawy we wrześniu 1939